# Edmund Morrill

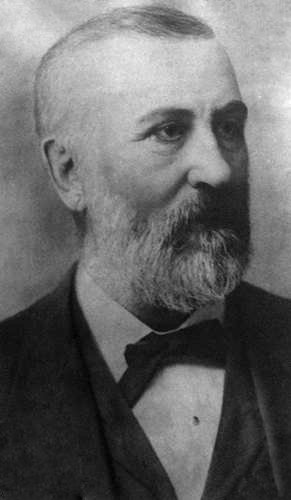
Edmund Morrill

Edmund Needham Morrill (* 12. Februar 1834 in Westbrook, Maine; † 14. März 1909 in San Antonio, Texas) war ein US-amerikanischer Politiker und von 1895 bis 1897 der 13. Gouverneur des Bundesstaates Kansas.

## Frühe Jahre
Edmund Morrill besuchte die Schulen in seiner Heimat. Außerdem erlernte er das Gerberhandwerk von seinem Vater. Im Jahr 1857 ließ er sich im Brown County im damaligen Kansas-Territorium nieder. Dort errichtete er mit einem Partner eine Sägemühle, die aber bald abbrannte. Dieser Verlust traf Morrill finanziell hart und es dauerte lange, bis er die dadurch entstandenen Schulden abbezahlt hatte.

## Politischer Aufstieg
In den Jahren 1857 und 1858 war Morrill Mitglied des territorialen Parlaments. Während des Bürgerkrieges stieg er bis zum Captain bei der Seventh Kansas Cavalry auf. Zwischen 1866 und 1870 war er Angestellter am Bezirksgericht im Brown County. Bis 1873 war er bei der Bezirksverwaltung angestellt. 1871 gründete er die erste Bank in diesem County, deren Präsident er von 1887 bis zu seinem Tod war. Von 1872 bis 1874 und nochmals von 1876 bis 1880 saß er im Senat von Kansas. Zwischen 1883 und 1891 vertrat der Republikaner Morrill seinen Staat im US-Repräsentantenhaus in Washington, D.C. Dort war er Vorsitzender des Ausschusses für Invaliditätsrenten. 1890 verzichtete er auf eine Wiederwahl. Nach seiner Rückkehr nach Kansas widmete er sich zunächst seinen privaten Unternehmungen.

## Gouverneur von Kansas
Die Republikanische Partei nominierte ihn für die 1894 anstehenden Gouverneurswahlen. Nach der erfolgreichen Wahl konnte Morrill am 14. Januar 1895 seine zweijährige Amtszeit als Gouverneur antreten. In dieser Zeit wurde ein Berufungsgerichtshof (Appellate Court) ins Leben gerufen, um den Obersten Gerichtshof (Supreme Court) zu entlasten. Die Regierung des Gouverneurs stellte 30.000 Dollar für Berieselungsanlagen in Kansas zur Verfügung, um die landwirtschaftliche Produktion zu steigern. Diese Investition sollte sich auszahlen. Ein neues Gesetz verschärfte das Strafrecht für Bestechung. In dieser Zeit ging es mit der Wirtschaft in Kansas bergauf. Die kurz vorher entdeckten Gas- und Ölvorkommen überstiegen alle Erwartungen. Trotzdem gelang es Morrill nicht, 1896 in seinem Amt bestätigt zu werden.
Nach dem Ende seiner Amtszeit im Januar 1897 widmete sich der Ex-Gouverneur seinen privaten wirtschaftlichen Interessen. Er war sowohl im Bank- als auch im Immobiliengeschäft tätig. Edmund Morrill verstarb im März 1909. Er war mit Caroline J. Nash verheiratet, mit der er drei Kinder hatte.